# Зоя и Фотиния

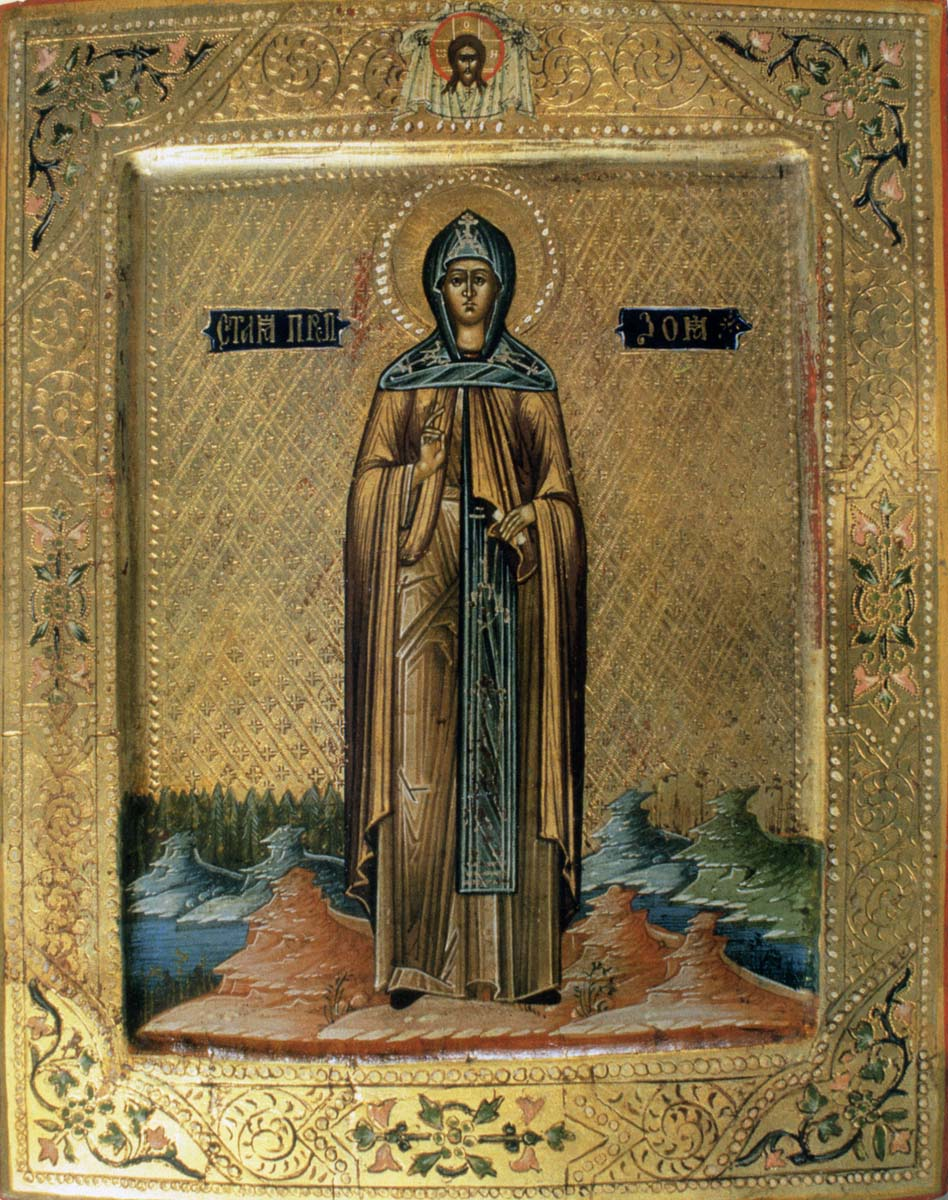
Преподобная Зоя Вифлеемская (икона, 1913 год)

Зоя и Фотиния (V век) — палестинские преподобные, святые Православной церкви, память совершается 13 (26) февраля.

## Жизнеописание
О преподобных Зое и Фотинии известно из жития преподобного Мартиниана, который с 18 лет поселился в пустыне в окрестностях Кесарии Палестинской. Слава о его подвижнической жизни вызывала восхищение, и однажды некая блудница по имени Зоя услышала разговор о добродетели Мартиниана и на спор пообещала соблазнить его. Ночью, одетая в бедные ветхие одежды, она пришла к его келье и попросилась на ночлег. Святой впустил её, оставил ночевать во внешней части кельи, а сам удалился во внутреннюю. По рассказу Димитрия Ростовского «сатана смутил его в ту ночь похотью плотскою. В полночь жена, встав, вынула из мешка все свои украшения и надела их на прельщение святого». Преподобный Мартиниан, чтобы не впасть во грех, зажёг посреди своей кельи хворост и вошёл в огонь. Выйдя из огня, он от сильных ожогов не мог стоять и лёжа молился, прося прощение у Бога. Зоя, увидев это, раскаялась в своих грехах, бросила свои украшения в огонь и вновь надела рубище. Она пала к ногам Мартиниана со словами: 
Прости меня окаянную и грешную, раб Божий; тебе, господин, известно, как сильны и многообразны козни и прелести диавола. Он и мне внушил мысль искусить тебя. Помолись за меня, святой отче, чтобы по твоим молитвам могла получить спасение и я — великая грешница.
По указанию преподобного Зоя пошла в Вифлеем, где поселилась в монастыре святой Павлы.
В монашестве Зоя вела аскетическую жизнь: «во всё время своего покаяния она не вкушала вина, ни масла, ни овощей, но только немного хлеба и воды. Она принимала пищу только раз в день к вечеру, а иногда и через два дня, ложем ей была голая земля». Перед смертью Зоя просила Бога указать, принято ли её покаяние. Тогда Павла указала ей на больную глазами женщину и попросила помолиться о её исцелении. По молитве преподобной Зои больная выздоровела. Зоя скончалась в Вифлееме после 12 лет жизни в монастыре.
Спустя семь месяцев преподобный Мартиниан исцелился от ожогов и в поисках уединения перебрался из пустынной кельи на необитаемый скалистый остров. Однажды во время бури к его острову выбросило молодую христианку Фотинию. Мартиниан, чтобы не впасть в искушение, оставил её на острове, указав на запасы хлеба и воды, которые ему каждые два месяца доставлял корабельщик, бросился в море и был унесён дельфинами к берегу.

Фотиния осталась на острове, питаемая корабельщиком, который ей, как и Мартиниану, стал привозить пищу. По словам Димитрия Ростовского, 
Пребывая на острове, блаженная дева восхваляла Господа за свою жизнь. Ежедневно она возносила 12 молитв Богу, а каждую ночь она усугубляла сие благочестивое дело и двадцать четыре раза молилась Господу. Фунт хлеба служил для неё пищей на два дня.
Спустя шесть лет жизни на острове она скончалась и была погребена епископом Кесарии Палестинской, к которому её тело привёз корабельщик.